# Onthophagus taichii
Onthophagus taichii es una especie de insecto del género Onthophagus, familia Scarabaeidae, orden Coleoptera.
Fue descrita científicamente por Ochi, Kon & Barclay en 2008.